# Muschleria angolensis
Muschleria es un género monotípico de plantas fanerógamas perteneciente a la familia de las asteráceas. Su única especie, Muschleria angolensis, es originaria de Angola.

## Taxonomía
Muschleria angolensis fue descrita por Spencer Le Marchant Moore y publicado en Journal of Botany, British and Foreign  52: 89. 1914